# PlayStation Network
PlayStation Network（プレイステーションネットワーク、略称：PSN）は、ソニー・インタラクティブエンタテインメント（SIE）が提供するアカウント制のオンラインサービスの総称。利用にはインターネット回線が必須。Sony Entertainment Network（SEN）と一体化したサービスが提供されている。ユーザー個別認証、プリペイドによる決済処理等も行うオンラインサービスを提供する基盤システム。シングルサインオンにより利便性を図っている。インフラはPS3/PSVitaの回線もまとめてオンプレミスからAWSへと2013年のPS4のローンチまでに移行している。

## 来歴
- 2006年
  - 5月15日 - プレイステーションビジネスカンファレンスにおいて、PlayStation向けのオンラインサービス「PlayStation Network Platform」を発表した。サービスの全容は9月の東京ゲームショウ2006で発表された。
  - 11月 - 北アメリカと日本でPlayStation 3（PS3）向けサービス「PLAYSTATION Network」として開始した。ヨーロッパでは2007年3月に遅れて開始したため、SIEはヨーロッパの利用者が好みのPSN IDをサービス開始日に素早く確保できるようにパソコン上で仮登録が行えるようにした[4]。
  - 11月22日 - 「ゲームアーカイブス」でPSP用ソフトのダウンロード販売を開始。
- 2008年
  - 9月 - 表記を「PlayStation Network」に変更。
  - 11月6日 - ロゴマークがグッドデザイン賞を受賞。
- 2009年
  - 2月20日 - 日本国内のアカウント登録数が、2006年11月11日のサービス開始から200万を突破[5]。
  - 2月25日 - 全世界のアカウント登録数が、2006年11月11日のサービス開始から2,000万を突破[6]。
  - 8月19日 - 9月3日から11月3日まで総額1,000万円分のPlayStation Networkポイントが貰える「playface」キャンペーン実施[7]。
- 2010年
  - 3月1日 - 世界規模の障害が発生。新型PlayStation 3以外では時計の表示エラーが原因とされ、以下の現象が確認された[8]。
    - 時刻が『2000/01/01』になり、PlayStation Networkにログインしようとすると『エラーが発生したため、“PlayStation Network”からサインアウトしました。(8001050F)』と表示。
    - ゲームを起動しようとすると『トロフィー情報の登録に失敗しました。(8001050F)』とエラーが表示され、トロフィーデータが表示されなくなる。
    - インターネット経由での日付と時刻の設定を行うと『時刻設定に失敗しました(8001050F)』とエラーが表示。

  - 同問題はPlayStation 3が2010年をうるう年と誤認識していたことが原因であったため、3月2日（GMT）になった時点で解消された[9]。
  - 4月1日 - 運営元をSIE本社に移管。同日、PS3の他システム対応機能廃止に伴いPS3でアクセスする場合は、バージョン3.21公開に合わせてそれより旧版のシステムソフトウェアでのアクセスが不可となった（その後、必要に応じてその時のシステムソフトウェア最新版アクセス限定が行われている）。
  - 5月31日 - 日本国内のアカウント登録数が500万を突破[10]。
- 2011年
  - 4月 - SIEの管理者側が既知の脆弱性を未対処だったことから[11]、PlayStation Network個人情報流出事件が発生、漏洩数としては過去最大となる7700万人にも及ぶ全利用者の個人情報が不正利用者によって盗まれ、その影響で7月6日までの2ヶ月半サービスが停止していた[12]。
  - 9月1日 - QriocityがSony Entertainment Network（SEN）と改名して同時にPSNとシステム統合され、PSNと一体で運用してきたが2012年2月8日に両者の垣根を無くすためPSN（アカウント）の名称がSEN（アカウント）に統一されることになった。
  - 11月18日 - PSN ID毎のゲームにおける機器認証の台数が緊縮された。PS3、PSP（PS Vita/PS Vita　TV含む）それぞれ5台から、それぞれ2台に変更された[13]。
- 2012年 - PS3向けのPSNの利用規約が最後の改定。
- 2013年6月11日 - 名称が従来は略称であった「PSN」に統一され、ロゴマークも一新された[14]。
- 2015年1月29日 - 「PSN」の名称が「PlayStation Network」に戻され、Sony Entertainment Network上で提供されていた映像配信サービス「Video Unlimited」が「PlayStation Video」と改名され、音楽配信サービス「Music Unlimited」が後継の新規サービス「PlayStation Music」に切り替わり、PlayStation Networkに一元化されると発表された[15]。
- 2019年4月11日 - ユーザーidの変更が可能となるが、この機能の導入により一部のPS3作品、おもにCall of DutyのPS3版に不具合が生じる。
- 2021年4月20日 - 2021年の夏頃にPS3,PS VitaにおけるPlayStation Storeのサービスを終了する予定だったが、撤回された。一方でPSPのPlayStation Storeの閲覧終了は撤回されなかった。[16]
- 2021年8月31日 - PlayStaition Videoの販売終了。[17]
- 2022年5月11日 - PS3とPS Vitaのアカウント保護のためのシステムアップデートにより、PS3とPS Vitaからのアカウント作成と管理が不可能に。どちらも行う場合は他のプラットフォームを利用することになる。それに伴い、PS3、PS VitaからPlayStation NetworkにサインインするにはPCなどを経由した機器認証が必要になった[18]。一度認証すれば、自動ログインも機器パスワードを削除しない限り当分は可能である。
- 2025年2月8日-PlayStation Networkに世界的な大規模な障害が発生。8:00頃から16:50までほとんどのユーザーがPlayStation Networkに接続できない事案が発生した。2月9日午前8時に全体復旧され、PlayStation Plusを契約しているすべてのユーザーの有効期限が5日延長される[19]。

## アカウント
「PSNアカウント」から改名された「SENアカウント」「ソニーアカウント」にはマスターアカウントとサブアカウントの2種類がある。My Sony IDと共通化も進んでいる。
アカウントの削除や退会は不可能だったが、2011年4月に発生したPlayStation Network個人情報流出事件後、公式サイトの記述が変更され、インフォメーションセンターでの問い合わせで可能である。
ユーザー登録を行うにはPSN利用規約に同意する必要が有る。同意が成されない限り、アカウントを与えられる事は無い。
また、アカウントは規約によって、
お客様はアカウントの不正使用が行われないよう、その情報を適切に保管する義務があります。
と不正利用を防ぐ為のサインインIDやパスワードの秘密管理義務が課せられている。従って、アカウントを複数人で流用することは重大な規約違反であるので、くれぐれも行ってはならない。

### マスターアカウント
マスターアカウントはペアレンタルコントロールを含む全ての設定にアクセスすることができるが、18歳以上でなければ作成することができない。
マスターアカウントは保護者用アカウントでも有り、被保護者に対してサブアカウントを与えることが出来る。マスターアカウントが作成できるサブアカウントは最大6つとなっている。

### サブアカウント
サブアカウントはマスターアカウントを持ったユーザーが、被保護者に対して制限付きのアカウントを作成したい時に作ることができる。従って17歳以下が対象。
ID作成時の生年月日によって自動的にアカウントの種類が決定する。
マスターアカウントと違って以下の制限がある。
- PSNサービス決済用ウォレットが存在しない。作成したマスターアカウントのウォレットを決済に使用する。従ってチャージも出来ない。
- マスターアカウントが設定した利用限度額を超える決済が出来ない。
- マスターアカウント無しでサブアカウントのみの作成は出来ない。
- マスターアカウントと同じEメールアドレスでの作成は出来ない。

サブアカウントとして作成されたアカウントはマスターアカウントへの昇格（更新）が出来ないシステムになっていたが、2015年2月13日より、年齢が18歳以上となったサブアカウントであればアカウント管理サイトなどからマスターアカウントへの昇格が行えるようになった。

## 主なサービス
- マスターアカウント、サブアカウントの発行
- ログインID、オンラインID、個人情報
- SENネットワーク、My Sonyとの相互連動
- 一部アプリケーションの起動
- 12桁英数字のギフトコードの入力
- オンラインストア「PlayStation Store」
- オプションの有料会員サービス「PlayStation Plus」
- クラウドゲーム「PlayStation Plus プレミアム」（旧PlayStation Now)
- ログインセキュリティの厳格化（二段階認証、およびPSP/PS3/PS Vitaで使用する機器パスワードの発行）
- 別サービスとのリンク（Twitter,Facebook,Apple Account,Discord,Spotify,ニコニコ,LINE)[注釈 1]
- 別ゲーム会社のネットワークとのリンク（後述）
- アバターアイコンの購入・設定（アイコン設定は全機種から可能）

### PS5/PS4向け
- 「PlayStation Stars」サービスの利用
- クロスプレイ
- 課金前提のマルチプレイ参加（基本無料ゲームはマルチプレイ無料）

### PS4向け
- Live From PlayStationサービスの利用
- セカンドスクリーンの連動

### PS5/PS4/PS Vita(PS Vita TV/ PlayStation TV)/PS3/PSP向け
- オンラインゲーム上のコミュニケーションの場（ロビー）、対戦相手探し（マッチング）、プレイヤー同士の競争のためのスコア、ランキング
- リモートプレイ用のセキュリティ認証[注釈 2]
- カラオケjoysoundのプレイ
- 機種ごとに一部統合されたフレンドリスト、一定の条件を達成することで得られるやり込みの指標「トロフィー」
- ボイスチャット・テキストチャット・インスタントメッセージ（PS4以降の機能）

### PS Vita(PS Vita TV/ PlayStation TV)向け
- LiveArea
  - 同じソフトを持っているフレンドのアクティビティーの閲覧
- (nearは終了済み）
- PS4とPS Vita間でユーザー同士で最大8人までのパーティー結成
- (メッセージ機能は終了済み）
- (readerは事実上終了[注釈 3]）
- 記録媒体のセキュリティ保護

### PS3向け
- テキストチャット（PS3用の機能）
- PSP,PS Vita用ゲームの購入
- （PlayStation Homeは終了済み）
- ビデオチャット
- アドホック・パーティー

### PSP向け
- オンライン対戦はアドホックモード以外では不可能であるため、PSN経由は不可能
- DLC及び一部ダウンロード作品のインストール

### スマートフォン向け
- PlayStation Appの閲覧
- リモートプレイのセキュリティ認証
- PS4向けセカンドスクリーン
- 機器設定パスワードの発行

### PlayStation Networkにリンクが可能なゲーム向けアカウント
- Epicアカウント
- Rockstar Social Club
- Activisionアカウント(Battle.net)
- HOYOVERSE通行所
- スクウェア・エニックスメンバーシップアカウント
- EAアカウント
- Microsoftアカウント
- UBISOFT CONNECT

### サービス利用権
購入やレンタルなどサービスを受けた場合の利用権はPlayStation Networkのアカウントに紐付けられる。そして、そのアカウントで機器認証を受けた機器で利用可能になる。アカウント間で権利の授受は出来ないが、PlayStationにおいてはゲームソフト内でのゲームのルールに従った事柄に付いてはその限りではない。また、アカウントのリージョンはVPNではなく登録時のアカウントに定められた地域によって決まる。

## 利用可能な地域
利用できるサービス、その他の機能は地域によって異なる。

Global PSN availability

| - アルゼンチン - オーストラリア - オーストリア - バーレーン - ベルギー - ブラジル - ブルガリア - カナダ - チリ - コロンビア - クロアチア - キプロス - チェコ共和国 - デンマーク - フェロー諸島 - フィンランド | - フランス - ドイツ - ギリシャ - グリーンランド - 香港 - ハンガリー - アイスランド - インド - インドネシア - アイルランド - イスラエル - イタリア - 日本 - クウェート - レバノン - ルクセンブルク | - マレーシア - マルタ - メキシコ - オランダ - ニュージーランド - ノルウェー - オマーン - ペルー - ポーランド - ポルトガル - プエルトリコ - カタール - ルーマニア - ロシア - サウジアラビア | - シンガポール - スロバキア - スロベニア - 南アフリカ - 韓国 - スペイン - スウェーデン - スイス - 台湾 - タイ - トルコ - ウクライナ - アラブ首長国連邦 - イギリス - アメリカ合衆国 |

PlayStation Web サイトでは利用可能な地域だが、PlayStation Network ではサポートされていない地域:
- フィリピン
- ベトナム

## 参考資料
- “Sony Entertainment Network利用規約（SEN利用規約） "PSN"利用規約”.   SCE (2014年2月13日). 2014年2月19日閲覧。